# Wapen van Oud Beets

Wapen van Oud Beets

Het wapen van Oud Beets is het wapen van de Nederlandse buurtschap Oud Beets, in de Friese gemeente Opsterland. Het wapen werd in 2000 geregistreerd.

## Beschrijving
De blazoenering van het wapen luidt als volgt:
Gegolfd doorsneden: I in goud drie groene linkerschuinbalken; II in rood een gouden klok, aan weerszijden vergezeld van een gouden lelie.
De heraldische kleuren zijn: goud (goud), sinopel (groen) en keel (rood).

## Symboliek

Gouden en groene schuinbalken: verwijzen naar het grondgebruik en de verkaveling van Oud Beets. Het goud verwijst naar de zandgrond en graan. Het groen duidt op de graslanden.
- Rood veld: ontleend aan de wapens van de plaatselijke vooraanstaande families waarbij rood een dominante kleur is. Dit is onder meer het geval bij de families Fockens, Lycklama à Nijeholt, Van Lynden en Van Boelens. De golvende rand verwijst naar het deel Beets in de plaatsnaam wat duidt op een beek. Dit betreft het Koningsdiep.[3]
- Gouden klok: symbool voor de "Beetster Brommers". Dit zijn twee kerkklokken uit 1482 en 1520 die na de afbraak van de plaatselijke Adelskerk overgebracht zijn naar Museum Opsterland in Gorredijk.[3]
- Gouden fleurs de lis: ontleend aan het wapen van de familie Lycklama à Nijeholt. Tevens is de lis een plant die in het gebied rond Oud Beets veel voorkomt.[3]